# Montaigut-le-Blanc (Creuse)
Montaigut-le-Blanc – miejscowość i gmina we Francji, w regionie Nowa Akwitania, w departamencie Creuse.
Według danych na rok 1990 gminę zamieszkiwało 448 osób, a gęstość zaludnienia wynosiła 26 osób/km² (wśród 747 gmin Limousin Montaigut-le-Blanc plasuje się na 273. miejscu pod względem liczby ludności, natomiast pod względem powierzchni na miejscu 399.).